# Српско родословно друштво
Српско друштво за генеалогију (родословље), познатије као Српско родословно друштво, окупља више од 250 чланова из земље и иностранства.
Имају блиске везе са Српским хералдичким друштвом „Бели орао“.
Основано је 24. октобра 2002. године.